# 32 nm 공정
32 nm(나노미터) 공정은 회로선 폭이 32 nm인 반도체를 다루는 CMOS 반도체 제조 공정이다.

## 32 나노미터 제조 공정을 적용한 프로세서
- 인텔 코어 i3, 인텔 코어 i5의 애런데일, 클락데일.[1]
- 인텔 2세대 코어 프로세서 샌디브리지.
- 웨스트미어 아키텍처인 "걸프타운" 인텔 코어 i7 980x 익스트림 에디션.
- 인텔 6코어 프로세서 코어 i7-970.
- AMD 불도저 프로세서
- AMD 퓨전 프로세서 중 코드명 라노